# Eliea
L'Eliea (in greco antico: ἡλιαία?, heliaia) era il massimo tribunale popolare dell'antica Atene, costituito da cittadini con più di trenta anni, sorteggiati annualmente, secondo la tradizione fu istituito nel VI secolo a.C. da Solone, ma tale attribuzione è piuttosto dubbia. 

## Caratteristiche
Tale tribunale si occupava della gran parte dei processi celebrati ad Atene, ma facevano eccezione i delitti di sangue, giudicati dal tribunale dell'Areopago, ovvero omicidio premeditato, ferimento premeditato, incendio di abitazione e avvelenamento.
L'Eliea subì un'importante riforma nel 462/461 a.C. per iniziativa di Pericle e dell'altro leader radicale, Efialte. La riforma, ideata al fine di indebolire la fazione aristocratica, ridimensionò ulteriormente i poteri dell'Areopago affidando al tribunale popolare il controllo delle leggi, dell'operato dei magistrati e la giurisdizione sui reati contro lo stato.
Questa assemblea era accessibile a tutti i cittadini in quanto non richiedeva alcuna competenza specifica; ciò, assieme all'espansione della flotta e alla politica democratica radicale di Pericle, comportò un incremento della partecipazione politica dei ceti più bassi della popolazione e fu probabilmente una delle cause dell'introduzione del misthos: una retribuzione fissa assegnata a chi ricopriva una carica pubblica (tra cui l'Eliea) che permetteva di assentarsi dal lavoro per lunghi periodi di tempo.

## Gli eliasti
I giudici dell'eliea erano detti eliasti. Unici requisiti per l'elezione degli eliasti erano il compimento dei 30 anni e il pieno possesso dei diritti civici. Gli eliasti erano 6.000, il numero che, nel diritto pubblico, rappresentava l'unanimità.
I giudici venivano eletti per sorteggio in numero di 600 per tribù e, dopo aver prestato giuramento, erano divisi fra i differenti tribunali civili. L'elezione avveniva annualmente. La maggior parte di questi giudici era fornita dalle classi medie e inferiori della città, del porto e dei dintorni attratte da una retribuzione di due oboli al giorno e, dopo il 425 a.C., di tre oboli, che potevano compensare i loro scarsi guadagni.